# Лата (Вашингтон)
Лата (англ. Latah) — місто (англ. town) в США, в окрузі Спокен штату Вашингтон. Населення — 185 осіб (2020).

## Географія
Лата розташована за координатами 47°16′55″ пн. ш. 117°9′20″ зх. д. / 47.28194° пн. ш. 117.15556° зх. д. (47.282049, -117.155455).  За даними Бюро перепису населення США в 2010 році місто мало площу 0,80 км², уся площа — суходіл.

## Демографія
Згідно з переписом 2010 року, у місті мешкали 183 особи в 67 домогосподарствах у складі 50 родин. Густота населення становила 230 осіб/км².  Було 81 помешкання (102/км²).
Расовий склад населення:
| - 88,5 % — білих - 2,7 % — корінних американців - 0,5 % — азіатів |

До двох чи більше рас належало 7,7 %. Частка іспаномовних становила 6,0 % від усіх жителів.
За віковим діапазоном населення розподілялося таким чином: 27,9 % — особи молодші 18 років, 63,4 % — особи у віці 18—64 років, 8,7 % — особи у віці 65 років та старші. Медіана віку мешканця становила 37,6 року. На 100 осіб жіночої статі у місті припадало 83,0 чоловіків;  на 100 жінок у віці від 18 років та старших — 88,6 чоловіків також старших 18 років.
Середній дохід на одне домашнє господарство  становив 50 031 долар США (медіана — 44 107), а середній дохід на одну сім'ю — 55 561 долар (медіана — 44 821). За межею бідності перебувало 12,5 % осіб, у тому числі 17,7 % дітей у віці до 18 років та 6,7 % осіб у віці 65 років та старших.
Цивільне працевлаштоване населення становило 59 осіб. Основні галузі зайнятості: освіта, охорона здоров'я та соціальна допомога — 27,1 %, будівництво — 20,3 %, науковці, спеціалісти, менеджери — 13,6 %, роздрібна торгівля — 10,2 %.